# Vân Giang
Vân Giang là một phường nằm ở trung tâm thành phố Hoa Lư, tỉnh Ninh Bình, Việt Nam. Đây là phường có dân số và mật độ dân số lớn nhất thành phố.

## Địa lý
Phường Vân Giang nằm ở trung tâm thành phố Hoa Lư, có vị trí địa lý:
- Phía đông giáp phường Bích Đào và tỉnh Nam Định
- Phía tây giáp xã Ninh Nhất và xã Ninh Tiến
- Phía nam giáp các phường Nam Bình, Nam Thành, Ninh Sơn
- Phía bắc giáp phường Đông Thành và phường Tân Thành.

Phường Vân Giang có diện tích là 2,96 km², dân số năm 2023 là 33.949 người, mật độ dân số 11.469 người/km².
Vân Giang là phường hình thành sớm nhất trong đô thị Ninh Bình và hiện vẫn là nơi đặt trụ sở UBND tỉnh Ninh Bình. Phường có chợ Rồng Ninh Bình là chợ lớn nhất tỉnh. Phường có hồ Biển Bạch, hồ Máy Xay, hồ Cánh Diều là những điểm đến cuối tuần của thành phố.

## Hành chính
Phường Vân Giang được chia thành 47 tổ dân phố: 1, 2, 3, 4, 5, 6, 7, 8, 9, 10, 11, 12, 13, 14, Bắc Sơn, Nam Sơn, Ngọc Mỹ, Ngọc Sơn, Ngọc Xuân, Phúc Hải, Phúc Hòa, Phúc Hưng, Phúc Long, Phúc Lộc, Phúc Nam, Phúc Ninh, Phúc Sơn, Phúc Tân, Phúc Thái, Phúc Thắng, Phúc Thiện, Phúc Thịnh, Phúc Trọng, Phúc Trung, Phúc Trực, Tây Sơn 1, Tây Sơn 2, Tây Sơn 3, Thanh Sơn, Thúy Sơn, Trần Kiên, Trần Phú, Trung Sơn, Vạn Phúc, Vạn Sơn, Vạn Xuân 1, Vạn Xuân 2.

## Lịch sử
Ngày 9 tháng 4 năm 1981, Hội đồng Chính phủ ban hành Quyết định số 151-CP về việc thành lập phường Vân Giang thuộc thị xã Ninh Bình trên cơ sở xóm Trực Độ, xóm Đông Nhì, cánh đồng Nuôi, bãi pháo phòng không, phố Nứa của thị xã cũ, phố Bắc Giang gồm xóm khu nhà máy xay, nhà máy nước, trường cấp II thị xã, các hợp tác xã Tiền Tiến, Đoàn Kết của thị trấn Ninh Bình cũ thuộc huyện Hoa Lư.
Ngày 26 tháng 12 năm 1991, Quốc hội ban hành Nghị quyết về việc chia tỉnh Hà Nam Ninh thành tỉnh Nam Hà và tỉnh Ninh Bình. Khi đó, phường Vân Giang thuộc thị xã Ninh Bình, tỉnh Ninh Bình. 
Ngày 2 tháng 11 năm 1996, Chính phủ ban hành Nghị định số 69-CP về việc:
- Thành lập phường Đông Thành trên cơ sở điều chỉnh 16,88 ha diện tích tự nhiên và 756 nhân khẩu của phường Vân Giang.
- Thành lập phường Phúc Thành trên cơ sở 103,30 ha diện tích tự nhiên, 3.132 nhân khẩu của xã Ninh Thành và 20,28 ha diện tích tự nhiên, 5.676 nhân khẩu phần còn lại của phường Lương Văn Tuỵ.
- Thành lập phường Bích Đào trên cơ sở 55,37 ha diện tích tự nhiên và 6.599 nhân khẩu của phường Đinh Tiên Hoàng.
- Đổi tên phường Đinh Tiên Hoàng sau khi đã điều chỉnh địa giới thành phường Thanh Bình.

Sau khi điều chỉnh địa giới hành chính:
- Phường Phúc Thành có 123,58 ha diện tích tự nhiên và 8.808 nhân khẩu.
- Phường Thanh Bình có 150,78 ha diện tích tự nhiên và 9.073 nhân khẩu.
- Phường Vân Giang còn lại 30,74 ha diện tích tự nhiên và 9.281 nhân khẩu.

Ngày 7 tháng 2 năm 2007, Chính phủ ban hành Nghị định số 19/2007/NĐ-CP về việc thành lập thành phố Ninh Bình thuộc tỉnh Ninh Bình. Khi đó, 3 phường: Phúc Thành, Thanh Bình, Vân Giang trực thuộc thành phố Ninh Bình.
Ngày 10 tháng 12 năm 2024, Ủy ban Thường vụ Quốc hội ban hành Nghị quyết số 1318/NQ-UBTVQH15 về việc sắp xếp đơn vị hành chính cấp huyện, cấp xã của tỉnh Ninh Bình giai đoạn 2023 – 2025 (nghị quyết có hiệu lực từ ngày 1 tháng 1 năm 2025). Theo đó:
- Thành lập thành phố Hoa Lư thuộc tỉnh Ninh Bình trên cơ sở thành phố Ninh Bình và huyện Hoa Lư. Phường Vân Giang trực thuộc thành phố Hoa Lư.
- Sáp nhập toàn bộ 1,04 km² diện tích tự nhiên, quy mô dân số là 14.150 người của phường Phúc Thành và toàn bộ 1,57 km² diện tích tự nhiên, quy mô dân số là 12.865 người của phường Thanh Bình vào phường Vân Giang.

Phường Vân Giang có 2,96 km² diện tích tự nhiên và quy mô dân số là 33.949 người.

## Du lịch
Phường Vân Giang có di tích quốc gia đặc biệt núi Non Nước là điểm đến nổi tiếng ở trung tâm thành phố Hoa Lư. Tổ hợp khu công viên núi Non Nước với Chùa Non Nước, đền thờ danh nhân văn hóa Trương Hán Siêu và Bảo tàng Ninh Bình và các công trình dịch vụ khác.
Phía nam phường Vân Giang có núi Cánh Diều là di tích lịch sử văn hóa gắn với truyền thuyết của thần Thiên Tôn – trấn đông Hoa Lư tứ trấn đã hóa thân thành một đạo sỹ để bắn Cao Biền khi đang cưỡi diều bay rơi xuống núi này. Thần Thiên Tôn là vị thiên thần, được Ngọc Hoàng giao xuống diệt trừ yêu ma từ khu vực Gián Khẩu tới núi Cánh Diều. Khi xong nhiệm vụ thần hóa tại núi Cánh Diều ở vị trí đền Trấn Vũ ngày nay. Vị thần này được thờ ở nhiều xã quanh thành phố Hoa Lư như các xã: Khánh Cư, Ninh Khang, Ninh Giang, Ninh Mỹ,... Nơi thờ thần thường được gọi là đền Thánh Cả.
Núi Cánh Diều cũng có tên khác là núi Ngọc Mỹ Nhân, do Nguyễn Công Trứ đặt khi đi khai hoang đất Kim Sơn. Hiện nơi đây được là một công viên có hồ ven núi và đang được xây dựng thành khu du lịch sinh thái lâm viên núi Ngọc Mỹ Nhân. Dự án phát triển các đô thị động lực với tiểu dự án phát triển thành phố Ninh Bình do Ngân hàng thế giới (WB) Việt Nam tài trợ có cải tạo núi Cánh Diều gồm 3 hợp phần: Hợp phần 1, tăng cường kết nối hạ tầng giao thông và dịch vụ giao thông đô thị; hợp phần 2, cải thiện cơ sở hạ tầng môi trường bao gồm cải tạo núi Cánh Diều, nâng cao công suất các trạm xử lý nước thải,...; hợp phần 3, tăng cường năng lực quản lý đô thị.
Di tích đền Vân Thị là công trình kiến trúc văn hóa cổ thờ phụng bà tổ hát chèo Phạm Thị Trân, nằm liền kề nhà hát Chèo Ninh Bình và Trung tâm văn hóa tỉnh Ninh Bình. Chùa Nội Long ở phố Tây Thành là điểm du lịch ở phía Tây của Vân Giang.
Hồ Biển Bạch là một hồ nước nằm ở trung tâm thành phố Hoa Lư thuộc địa bàn phường Vân Giang gần cầu Lim là ngã tư giao thông giữa Quốc lộ 1 với Quốc lộ 10. Hồ Biển Bạch đã được quy hoạch thành điểm vui chơi của thành phố. Hồ Máy Xay là điểm dịch vụ giải trí cuối tuần. Cụm công trình Chợ Rồng Ninh Bình - cầu Trà Là - nhà hát Phạm Thị Trân là những điểm đến mang dấu ấn của thành phố Hoa Lư.

## Hình ảnh

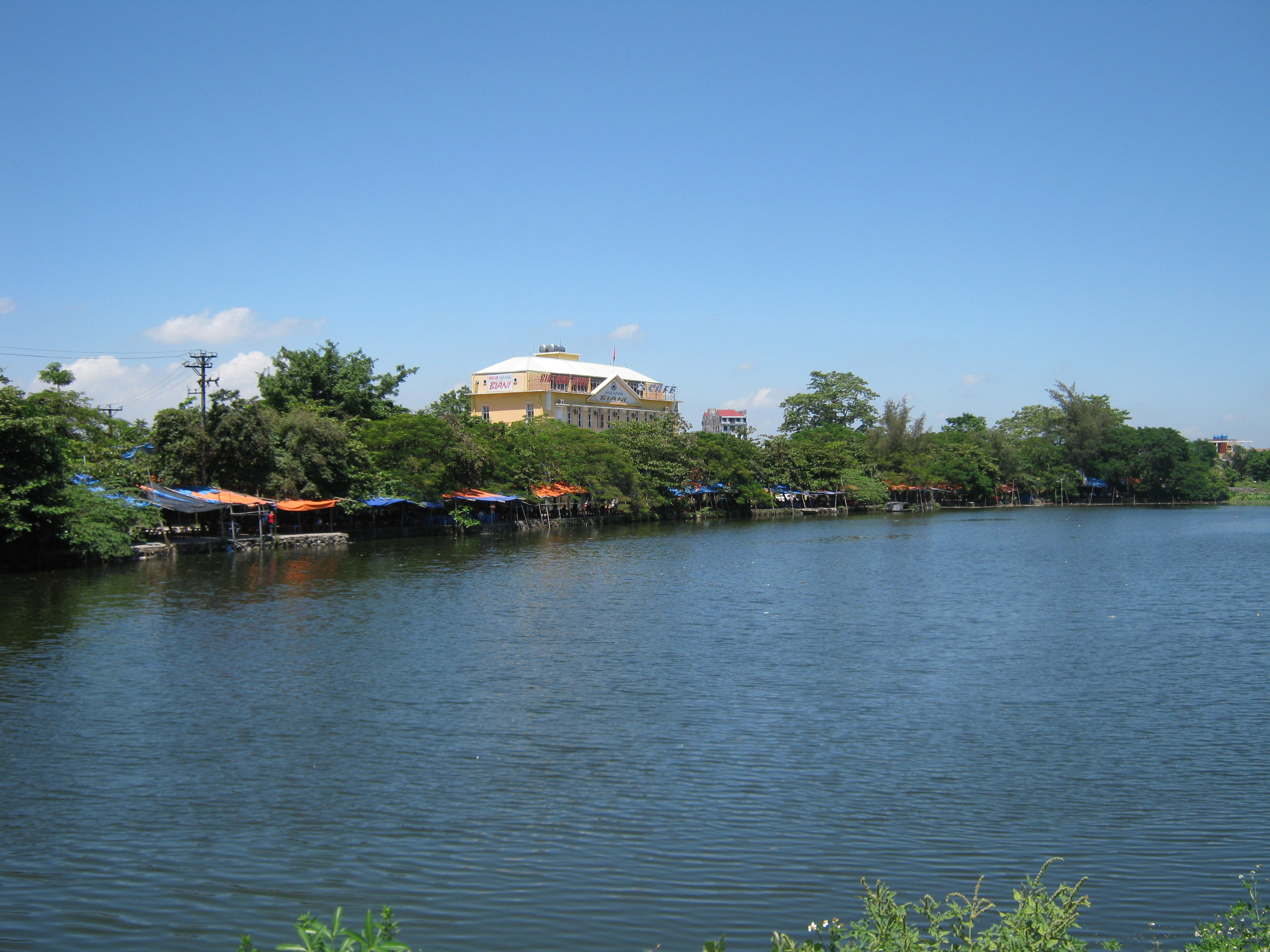
Khu ẩm thực hồ Máy Xay
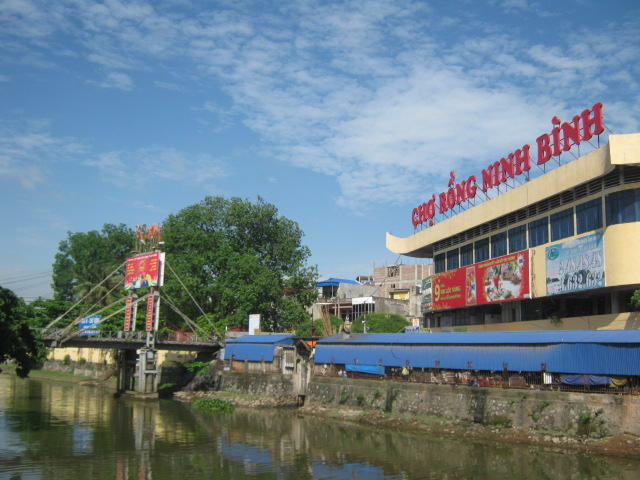
Chợ Rồng Ninh Bình ở trung tâm
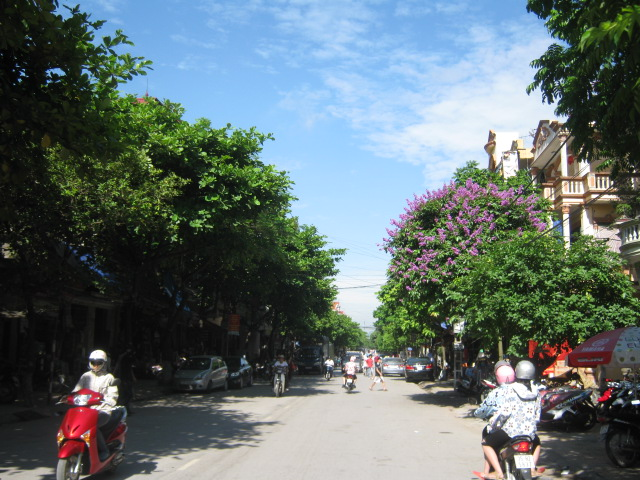
Đường Vân Giang
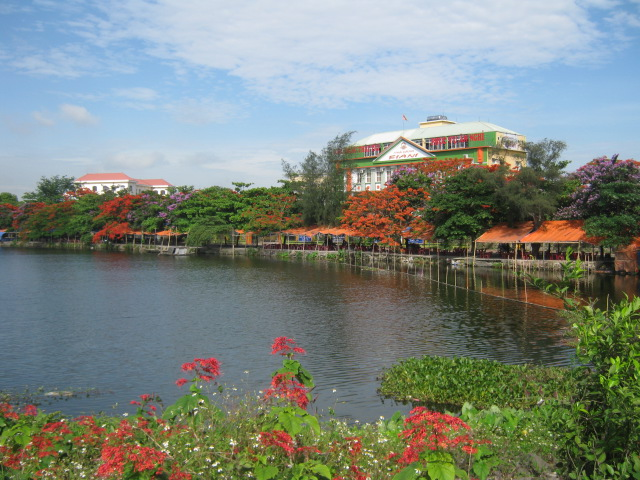
Hồ Máy Xay vào hè
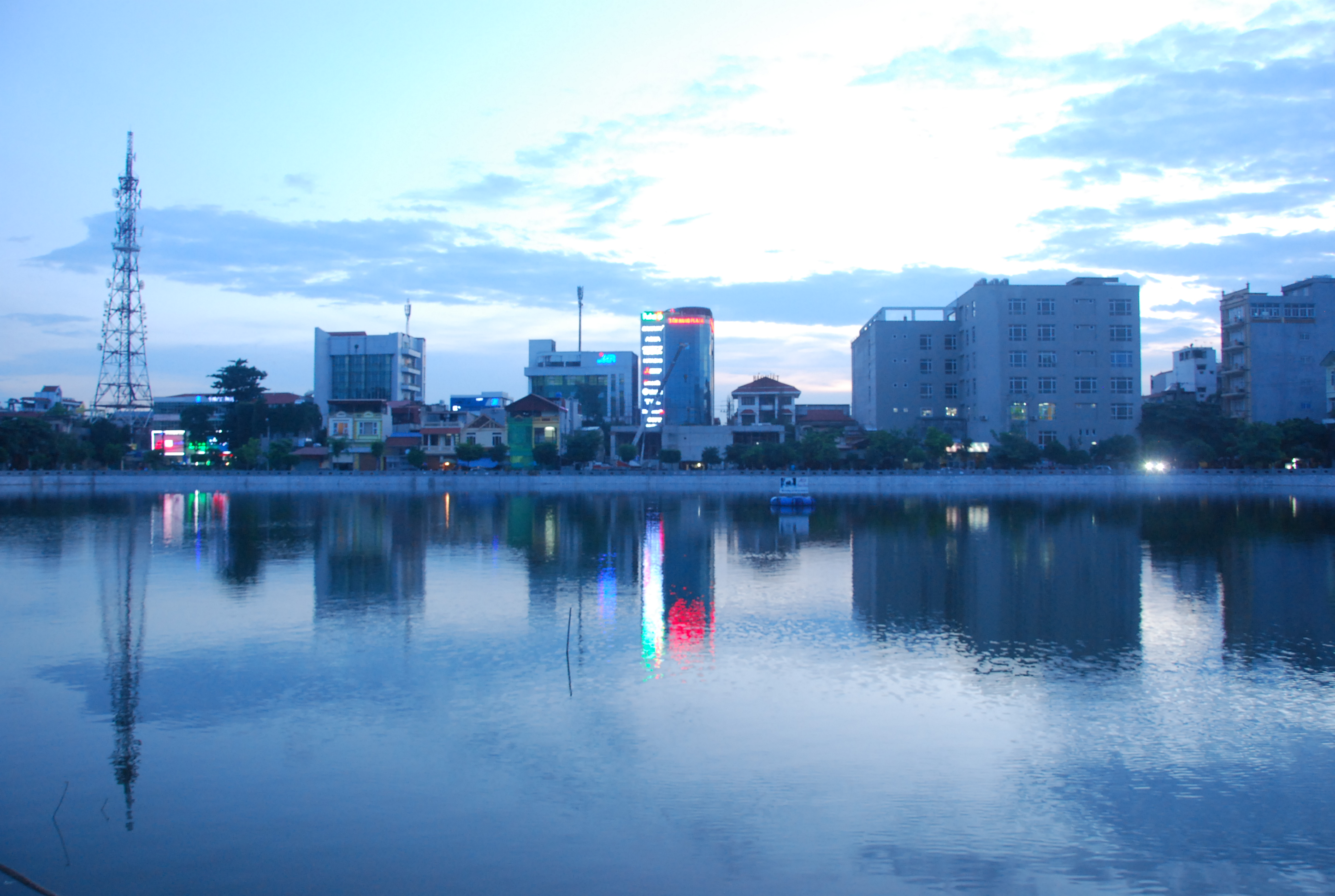
Hoàng hôn hồ Biển Bạch
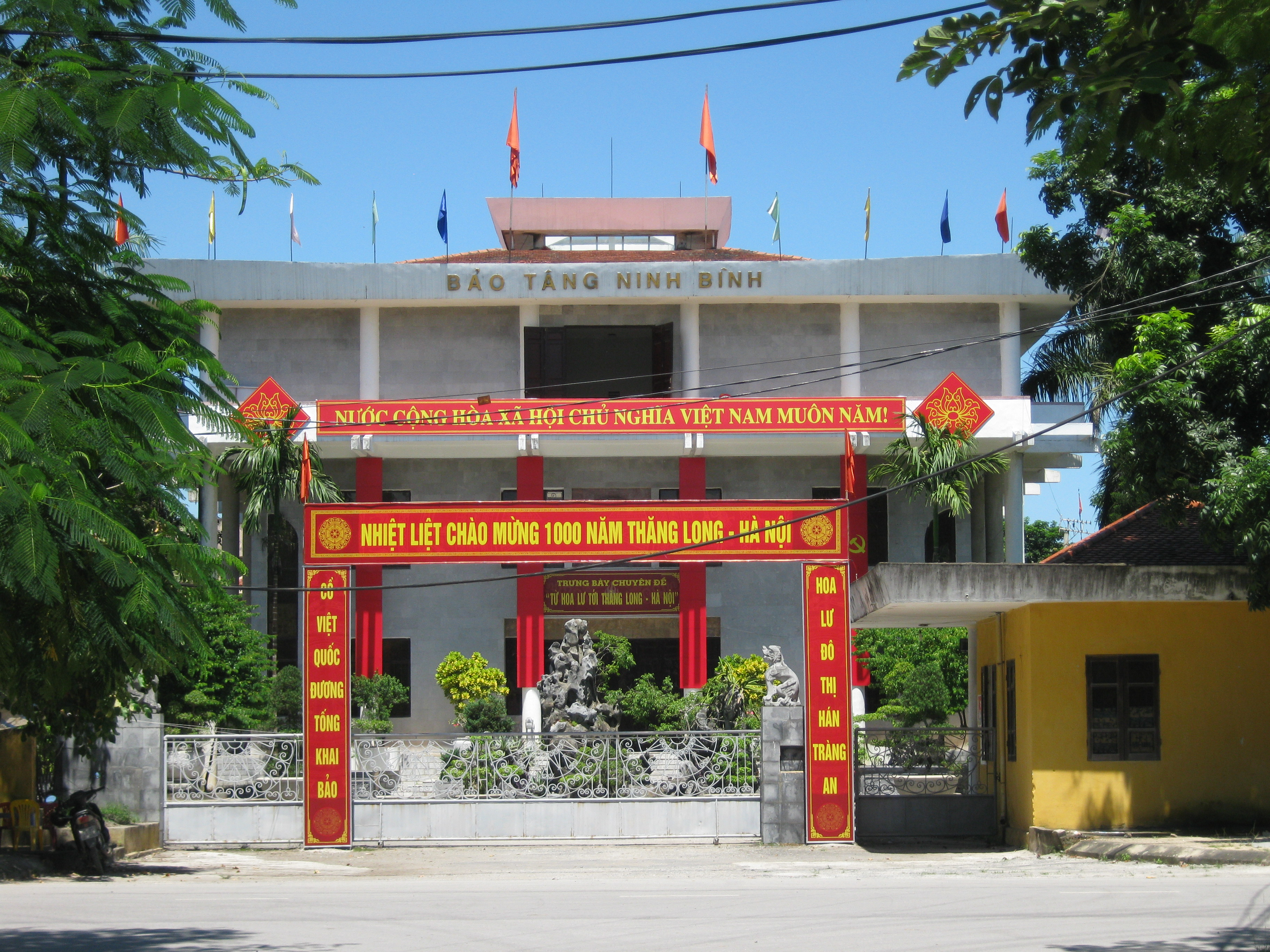
Bảo tàng Ninh Bình
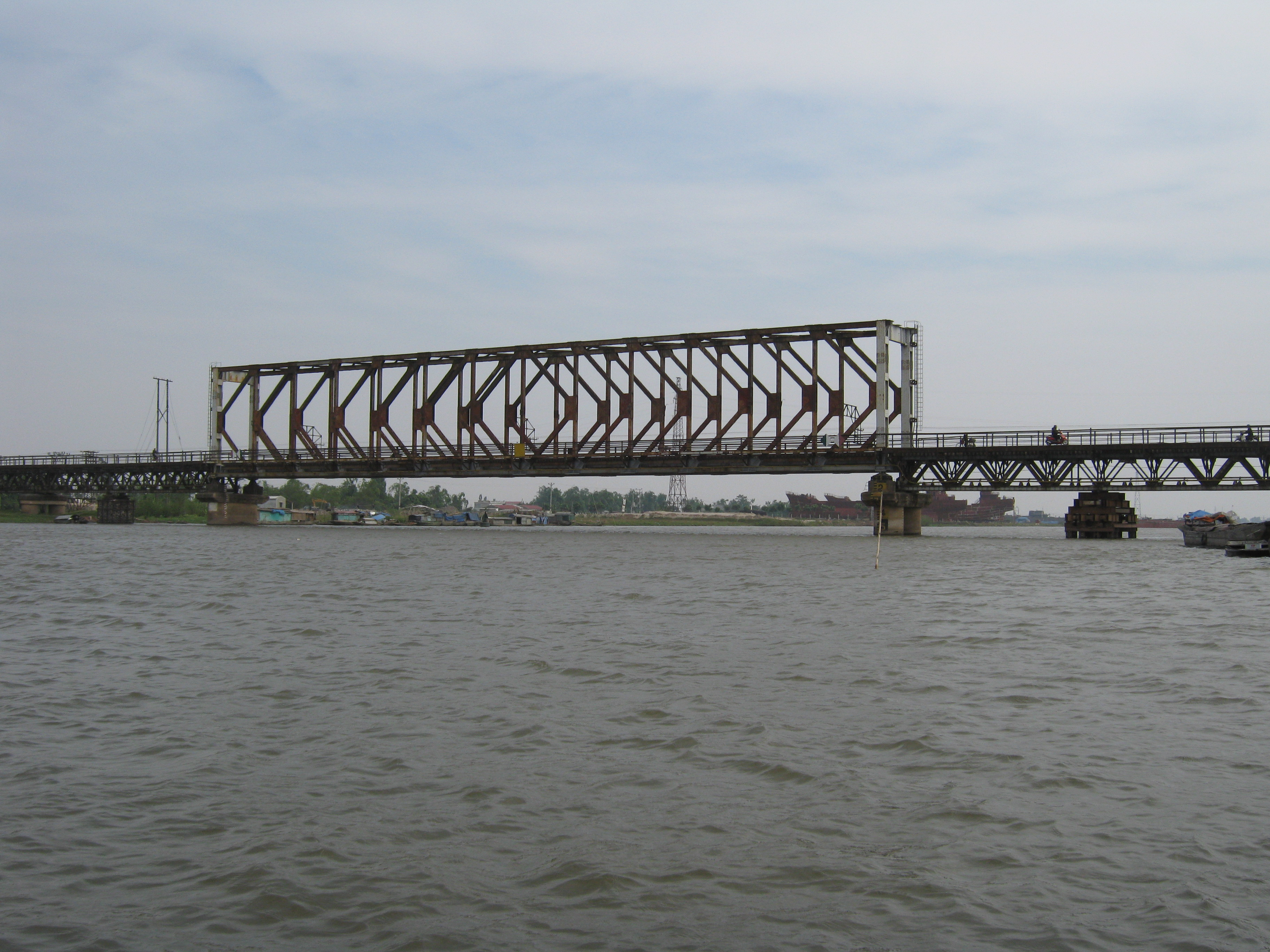
Cầu Ninh Bình sắt
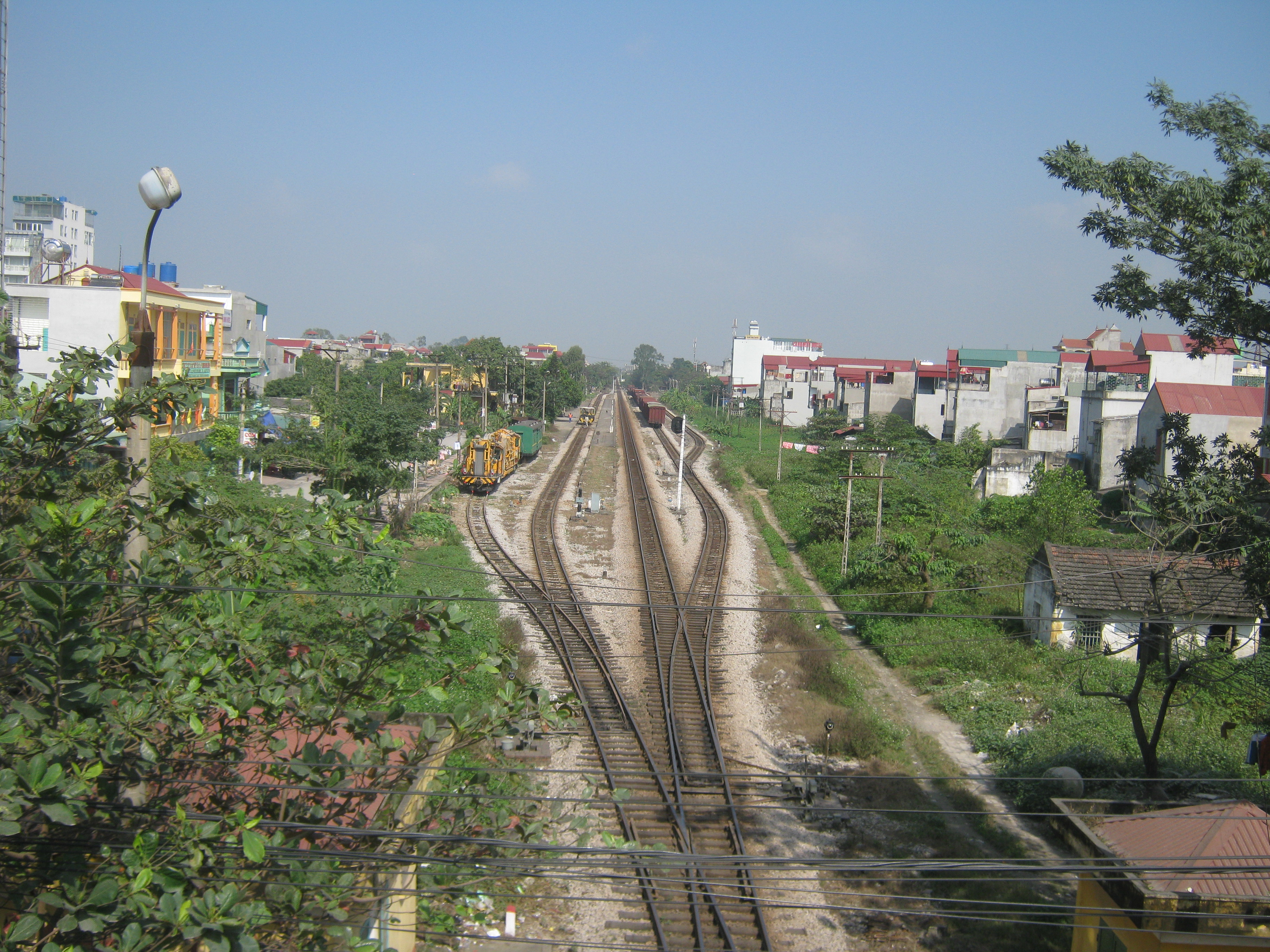
Đường sắt Bắc Nam